# 히가시린칸역
히가시린칸역(일본어: 東林間駅, ひがしりんかんえき)은 일본 가나가와현 사가미하라시 미나미구에 위치한 오다큐 전철의 역이다. 역 번호는 OE 01이다.

## 역사
- 1929년 4월 1일: 히가시린칸토시역으로 영업 개시, "직통" 정차역이 됨. 또한, 각역정차는 신주쿠 ~ 이나다노보리토(현, 무코가오카유엔) 간에서만 운행되었음.
- 1941년 10월 15일: 히가시린칸역으로 역명 변경.
- 1945년 6월: "직통"이 폐지된 각역정차가 전 노선에서 운행되어 정차역이 됨.
- 1946년 10월 1일: 준급이 설정되어 정차역이 됨.
- 1982년 8월 27일: 교상 역사와 동서 자유 통로가 완성되어 공용 개시.
- 2012년 8월: 행선지 안내기가 신설되고 사용 개시.

## 역 구조
상대식 승강장 2면 2선의 지상역에서 교상 역사를 갖는다.
2012년 8월 11일, 행선지 안내기가 신설되었다.

### 승강장
| 번호 | 노선        | 방향 | 행선                                  |
| ---- | ----------- | ---- | ------------------------------------- |
| 1    | 에노시마 선 | 하행 | 야마토・후지사와・가타세에노시마 방면 |
| 2    | 에노시마 선 | 상행 | 사가미오노・신주쿠・ 지요다 선 방면   |

## 역 주변
역 주변은 한적한 주택가이다.
- 역 건물 "오다큐 마르쉐 히가시린칸"
- 요코하마 은행 히가시린칸 지점
- 히가시린칸 도큐 스토어
- 슈퍼 산와 히가시린칸점
- 슈퍼 산와 히가시린칸니시구치점
- 사가미하라 히가시린칸 우체국
- 사가미하라 가미쓰루마 우체국
- 스루가 은행 히가시린칸 지점
- 야치요 은행 히가시린칸 지점
- 토시바 린칸 병원
- 히가시린칸 상점가
- 사가미하라 시청 히가시린칸 출장소
- 사가미하라 시립 구누기다이 초등학교
- 사가미하라 시립 도린 초등학교

## 사진

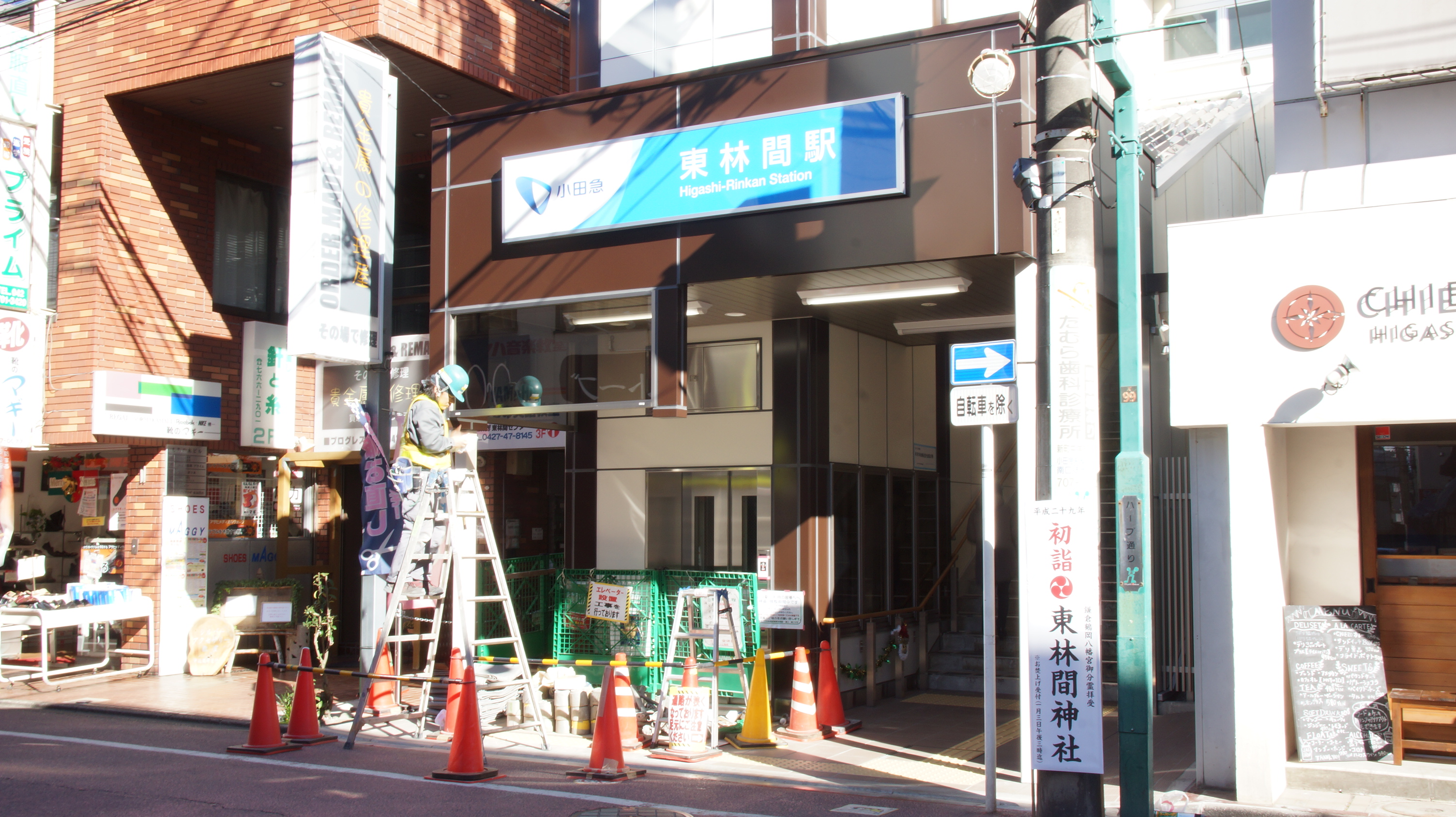
서쪽 출입구
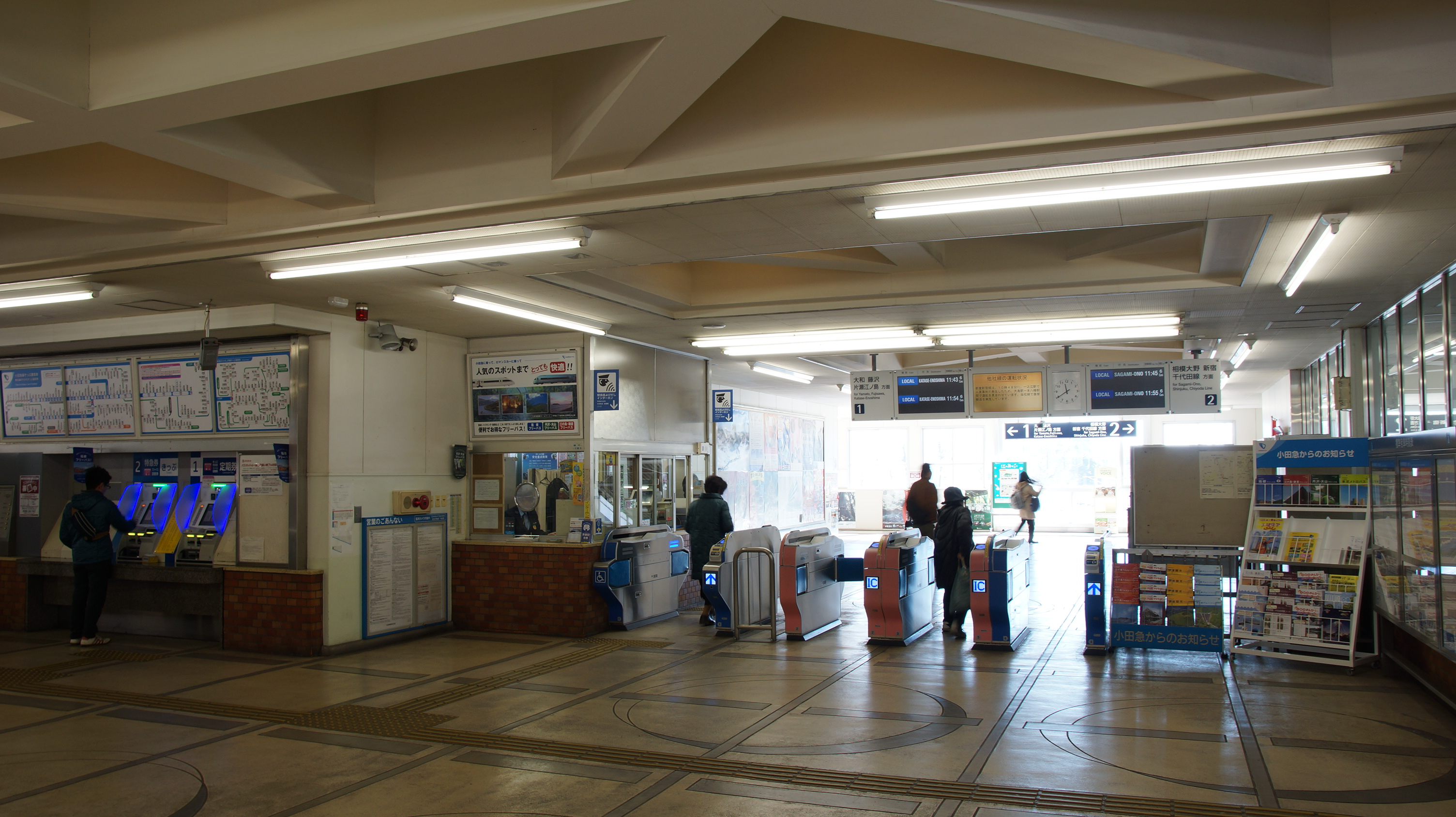
개찰구
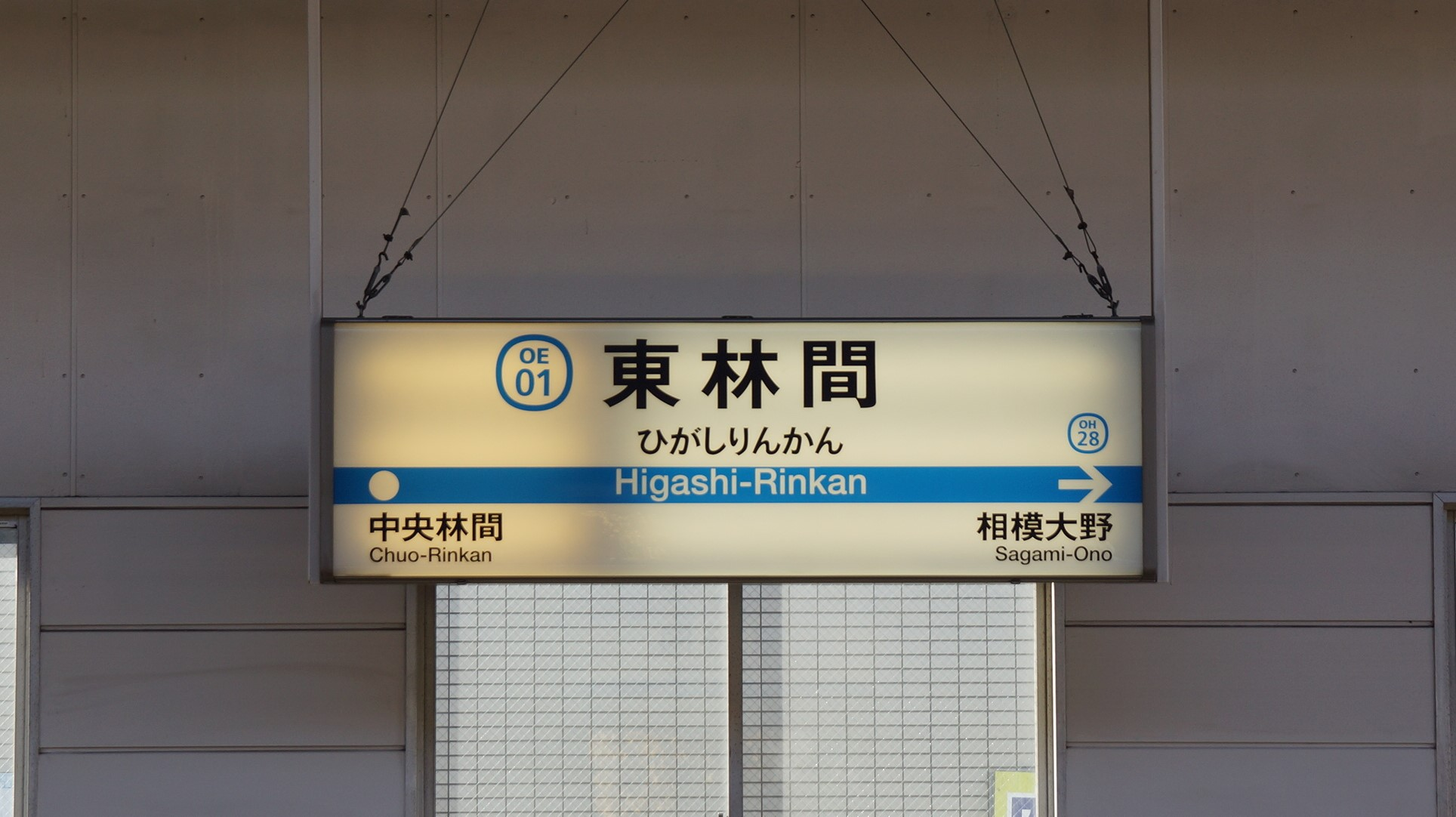
역명판

## 인접역
| 오다큐 전철 에노시마 선      | 오다큐 전철 에노시마 선 | 오다큐 전철 에노시마 선            |
| ---------------------------- | ----------------------- | ---------------------------------- |
| OH 28 사가미오노 신주쿠 방면 | ■ 각역정차              | 주오린칸 OE 02 가타세에노시마 방면 |